# Экспансия Великого княжества Литовского

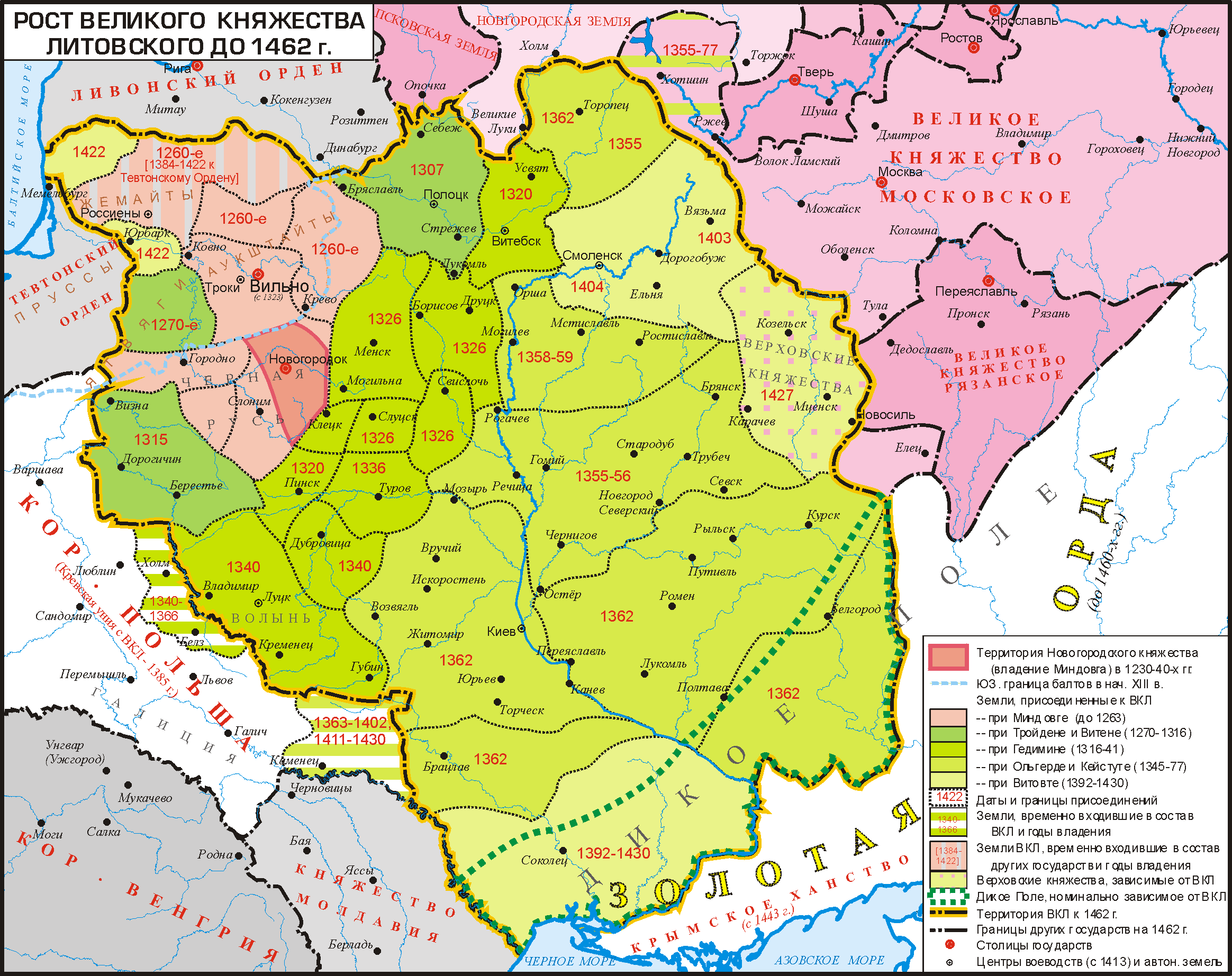
Рост Великого Княжества Литовского

Экспансия Великого княжества Литовского — процесс территориального расширения Великого Княжества Литовского, Русского, Жамойтского начиная от набегов литовских племён на соседние русские княжества на рубеже XII/XIII веков. С образованием Великого княжества Литовского (около середины XIII века) приобрёл характер межгосударственных отношений и продолжался до рубежа XIV/XV веков, когда после окончательного захвата Смоленска (1404) и мира с Москвой (1408) образовалась общая литовско-московская граница.

## Литовские набеги на Русь (до сер. XIII в)
«Повесть временных лет» (не позднее 1117) упоминает Литву в числе народов, платящих дань Руси. Литовцы платили дань Полоцкому княжеству при Всеславе Брячиславиче, а также участвовали в его противостоянии с другими княжествами Киевской Руси. По одной из версий, зависимость литовских племён от русских князей прекратилась в связи с разгромом полоцких князей наследником Владимира Мономаха Мстиславом Великим в 1127—1129 годах.
С последней четверти XII века многие княжества, граничащие с Литвой (Городенское, Изяславское, Друцкое, Городецкое, Логойское, Стрежевское, Лукомское, Брячиславское), покидают поле зрения древнерусских летописцев. Согласно «Слову о полку Игореве», городецкий князь Изяслав Василькович погиб в бою с Литвой (ранее 1185 года). В 1190 году Рюрик Ростиславич организовал поход против Литвы в поддержку родственников своей жены, пришёл в Пинск, но из-за таяния снегов дальнейший поход пришлось отменить. В 1198 году под контроль Литвы переходит Полоцк, с этого времени Полоцкая земля становится плацдармом для экспансии Литвы на север и северо-восток. Начинаются литовские вторжения непосредственно в новгородско-псковские (1183, 1200, 1210, 1214, 1217, 1224, 1225, 1229, 1234), волынские (1196, 1210), смоленские (1204, 1225, 1239, 1248) и черниговские (1220) земли, с которыми Литва не имела общих границ. Новгородская первая летопись под 1203 годом упоминает о сражении черниговских Ольговичей с Литвой. В 1207 году Владимир Рюрикович смоленский ходил на Литву, а в 1216 году Мстислав Давыдович смоленский разбил литовцев, грабивших окрестности Полоцка.
К 1219 году (в датировке ГВЛ 1215) относится первый известный международный договор литовских князей (с Волынским княжеством). Начиная с 20-х годов XIII века, с разложением родового строя и концентрацией центральной власти в Литве мелкие частые набеги уступают место довольно редким и мощным, хорошо спланированным акциям, приуроченным, как правило, к периодам ослабления тех русских княжеств, на которые литовцы направляли свои удары. Но в 1226, 1239 и 1245 годах русским князьям (наиболее мощным владимирским) удавалось наносить поражения вторгавшимся литовским войскам (например, в битве под Усвятом).
После поражения Владимиро-Суздальского княжества в результате монгольского нашествия на Северо-Восточную Русь литовцам удалось занять какую-то часть смоленских земель. включая Смоленск, из которого был изгнан Всеволод Мстиславич. На тот момент во Владимире княжил Ярослав Всеволодович, а Киев занял Михаил Всеволодович, владевший также и Галичем. В марте 1238 года через Долгомостье, в 30 км восточнее Смоленска проходили основные силы монголов, и литературное произведение («Житие Меркурия Смоленского») сообщает о разгроме монгольского войска.
Осенью 1238 или зимой 1239 года из контролируемого в тот момент Михаилом Черниговским Галича был проведён поход на Литву с участием его старшего сына Ростислава и галицких войск, с которым Л. Войтович связывает гибель двух чернигово-северских князей: Михаила — сына Романа Игоревича и Святослава Всеволодовича — внука Владимира Игоревича. После похода Ростислав бежал в Венгрию, потеряв Галич.
В 1239 г. псковичей «избиша» литва «засадою». Историк Д. Г. Хрусталёв полагает, что это произошло во время рейда псковичей на литовцев, что дополнило ряд внешнеполитических неудач Пскова. Из Смоленска литовцы были изгнаны в 1239 году в результате похода владимирского князя Ярославом Всеволодовича, который на смоленское княжение, возможно, пустовавшее после смерти Святослава Мстиславича (ок.1238), посадил Всеволода Мстиславича. Литовский князь был взят в плен. В ознаменование мира в Торопце состоялась свадьба Александра Ярославича (будущего Невского) и дочери Брячислава Полоцкого Параскевы.
Имеются упоминания о некой битве в районе Лиды (1242), в которой литовцы совместно с пруссами, успешно противостояли монголам. В 1240-х годах бояре Новогрудка пригласили литовского князя Миндовга на княжение. Это стало началом образования нового государства — Великого княжества Литовского, которое позднее распространит свою власть на многие русские земли. Правда, ряд княжеств (Полоцкое, Витебское, Городенское) добровольно вошли в состав ВКЛ, сохранив самоуправление. Согласно сообщению поздней и во многом недостоверной «Хроники Быховца», после нашествия Батыя, Миндовг (Монтвил) занял разорённые русские города, Городень, Брест, Берестец, Дорогичин и Мельник и вновь их отстроил.
В 1243—1244 годах, после возвращения Романовичей из польского похода они освободили от Ростислава и его венгерских союзников Перемышль и отбили два литовских набега вблизи Пересопницы и Пинска, освободив всех пленных.
В 1245 году литовцы атаковали окрестности Торжка и Бежецка, разбили княжившего тогда в Торжке Ярослава Владимировича. Получив помощь из Твери и Дмитрова, Ярослав смог нанести поражение литовцам, они укрылись в Торопце. Подошедший с новгородским войском Александр взял Торопец и убил больше восьми литовских князей, после чего отпустил новгородцев домой. Затем уже силами своего двора догнал и полностью уничтожил остатки литовского войска, включая князей, у Жижицкого озера, затем на обратном пути разбил другой литовский отряд под Усвятом.
В конце 1246 года состоялась битва с монголо-татарским войском на юге современной Белоруссии, в том числе и в Турове..
В 1248 году, Миндовг, якобы в отместку за вражду, посылает литву под командованием князей Викинта и своих племянников Едивида и Товтивила. В битве с литовцами, на реке Протве погибает Михаил Ярославич Хоробрит, князь московский, овладевший владимирским престолом. Смоленск был занят Литвой, но затем литовцев разбивает Святослав Всеволодович в битве у Зубцова. Вероятно, после утраты Смоленска Миндовг решил отобрать у Викинта, Товтивила и Эрдивила их имения, князья вынуждены были бежать к мужу сестры Товтивила князю галицко-волынскому Даниилу Романовичу.

## Галицко-литовские отношения (2-я пол. XIII в)

### В правление Миндовга (1240—1263)
После татаро-монгольского нашествия древнерусские княжества были опустошены. Многие жители вернулись в сожжённые города и деревни. Сильнее всего пострадала Южная Русь, так как в отличие от Северо-Восточной Руси не имела природной защиты (лес, болота). Ослаблением русских княжеств поспешили воспользоваться соседи Руси: Польша, Венгрия, Литва. Хотя у литовских племён в этот период только складывается государственность, отдельные литовские князья (нобили) совершают грабительские набеги на русские поселения.
Основным источником по русско-литовским отношениям выступает Ипатьевская летопись. Точнее, один из её источников Галицко-Волынская летопись. Данный источник имеет ряд особенностей, однако стоит сказать про главную: датировка известий проставлена произвольно, поэтому многие даты имеют ошибочный или спорный характер. После монгольского нашествия на Южную Русь (1240 г.) летописец впервые отметил нападение литовских войск под 6754 г. (1246 г.). Тогда на Русь пришёл литовский князь Айшвно Рушкович. Его нападение на город Переспоница было неудачным, так как его войско было разбито войсками Даниила и Василька Романовичей. М. С. Грушевский, ссылаясь на указание летописца «в то же лето», считает, что поход литовского князя состоялся в конце 1243 — начале 1244 гг. Второй поход литовских ратей зафиксирован на следующий год (1247 г.). Вновь литовские рати были перебиты русскими князьями. Н. Ф. Котляр датирует поход концом 1244 — началом 1245 гг. Союзниками литовцев в данный период выступает племя ятвягов, которое в 1248 году напало на поселения Охоже и Бусово. Однако как в случае с литовскими ратями, войско ятвягов было разбито.
События 1245—1248 гг. показывают активность литовских племён. Спустя пять лет после татаро-монгольского нашествия литовцы три года подряд совершали разорительные набеги.
Существуют разные мнения по поводу перехода Новогрудка под власть литовских правителей. По мнению украинского историка В. Б. Антоновича, ссылавшегося на летописные данные Ипатьевской летописи, во второй половине XIII в. «случилось общее движение многих литовских вождей с целью территориального захвата». Литовским племенам удалось не только захватить территории Новогрудка, но навести страх на население Галицко-Волынской Руси. Плано Карпини, проезжавший через территорию Южной Руси, писал, что он постоянно находился в страхе литовских нападений. Однако польский историк К. Петкевич считает, что отсутствуют свидетельства о сражениях между русскими и литовцами на землях Новогрудка в период его присоединения к ВКЛ. По мнению белорусских историков В. Л. Носевича и А. К. Кравцевича, новогрудское боярство, не желая попасть под власть татарских ханов, совершило в 40-х гг. XIII в. нетрадиционный шаг — выход из политической системы Руси и смена правящей династии. Произошло объединение Литвы и Новогрудского княжества, этот шаг был полезен обеим сторонам (неизвестно, кто был инициатором). Возник достаточно прочный «симбиоз», или «союз» городов Понеманья с литовским князем, который стал началом процесса создания нового государства. Российский историк А. С. Кибинь пишет о том, что Верхнее Понеманье мирным путем вошло в состав ВКЛ, он пишет о том, что археологически не зафиксировано следов крупномасштабного разорения Новогрудка в середине XIII в., а также то, что источники не сообщают о конфликте Миндовга и местных династий Понеманья. Белорусский историк А. Грицкевич считает, что в Новогрудок литовского князя Миндовга пригласили править местные бояре. Белорусский историк И. Марзалюк считает, что «с первых моментов государствообразования» ВКЛ формировалось как двухэтническое славянобалтское государство.
Из летописных известий следует, что на земли Галицко-Волынской Руси нападали отдельные литовские рати, однако это были целенаправленные нападения литовцев с целью захвата новых территорий. Во главе литовцев стоял князь Миндовг, который смог расширить и подчинить удельных литовских князей, а затем овладеть всеми городами Неманского региона. По мнению ряда исследователей, присоединение ряда русских земель к Великому княжеству Литовскому Миндовг осуществил мирным путем, в частности, ряд исследователей отмечают, что мирным путем к ВКЛ было присоединено Понеманье.
В 1245 году русские князья Даниил и Василько просили помощи у Миндовга в борьбе за галицкий престол. Миндовг обещал помочь, а Даниил в обмен на это закрыл глаза на переход Новогрудка под власть Миндовга.

#### Участие Даниила и Василька в междоусобной войне в Литовском государстве
Затишье в русско-литовских отношениях, которое наступило в русской летописи с 1245 г., было прервано бегством литовских князей Товтивила, Едивида и Выкинта ко двору Даниила Галицкого в 1248 г.: «В то же лето изгна Миндогъ сыновца своего Тевтивила и Едивид, пославшю емоу на воиноу ею с воуемь своим на воиноу с Выконотом, на роусь воевати к Смоленскоу и рече: „Што кто приiемлет, съебе одръжит“. Миндовг же захватил владения Товтивила и Едивида: „Въражбою бо за ворожство с ними литву, зане поимана бѣ вся земля Литовьская и бещисленое имѣние их, притрено бѣ богатьство ихъ“». Суть событий такова. Миндовг отправил войско племянников на Русь и сказал, что всё что они завоюют, то будет их. Однако после поражения от русских войск под Смоленском Миндовг решил отобрать у них земли (в летописи приводится иная причина: обманом захватил их земли). Литовские князья, узнав об этом поспешили к Даниилу, чтобы попросить помощи и избежать участие быть убитыми агентами Миндовга. Н. Ф. Котляр пишет, что «изгнание» литовских князей и прибытие их ко двору Даниила произошло в 1249 году. М. С. Грушевский отмечал, что события произошли в 1248 году. Из этого следует, что точную датировку изгнания литовских князей определить крайне затруднительно, поэтому нужно исходить из приблизительной: 1248/1249 г.
Было несколько причин, по которым русские князья приняли литовских. Э. Гудавичюс выделяет тот факт, что Товтивил был шурином Даниилу. В. Т. Пашуто отмечает обеспокоенность Даниила Галицкого возросшей силой Миндовга. Даниил задействовал все ресурсы: попросил помощи у поляков (пообещали, но в итоге не помогли), послал Выкинта к рижскому епископу Андрею (Выкинт подкупил епископа серебром). Даниил и Василько тем временем осаждали Новогрудок. Также Василько ходил походами на Волковыйск, Роман Даниилович ходил на Слоним и Здитов. Даниил преследовал собственную цель: захват стратегически важного пункта — Новогрудка, походы на Новогрудок совершались в 1249 и зимой 1251/1252 гг., на этот раз по инициативе Товтивила. Междоусобная борьба продолжалась в течение нескольких лет. В один момент Миндовг стал понимать, что ему не удастся выиграть эту войну в одиночку и решил вывести из игры одного участника — епископа Андрея. Миндовг послал к нему богатые дары с просьбой покинуть стан Даниила и помочь ему. Епископ согласился, но в случае, если Миндовг примет крещение по католическому образцу. Литовский князь согласился и крестился в Риге в 1251 г. Однако на этом война не закончилась. Товтивил и Миндовг ещё долгое время воевали друг с другом. Так, Товтивил попытался закончить войну, напав на замок Ворута, но осада оказалась неудачной. Затем Миндовг решил таким же образом закончить войну и осадил замок Тверай, тоже неудачно. Последнюю попытку победить Миндовга предприняли Даниил и Товтивил в 1252 г. — осада Новогрудка. Окрестности разорили, но город не взяли. Литовские войска во главе с Войшелком (сын Миндовга) разорили окрестности возле Турийска. Война закончилась в 1254 г., когда Миндовг прислал Войшелка заключить мир. Договор между князьями был скреплён свадьбой Шварна Данииловича и дочери Миндовга.

#### Татарский фактор в русско-литовских отношениях
Неудивительно, что в это время татаро-монгольские ханы влияли на политику русских князей. Однако после нашествия Даниил подавал признаки независимости и вел себя как независимый князь. Просил помощи у папы для борьбы с татарами. Это всё было не по душе ханам. Поэтому на Южную Русь был направлен темник Бурундай, чтобы вернуть Даниила в свою сферу влияния. По Ипатьевской летописи Бурундай пришёл в 1260 г. Бурундай буквально заставил галицко-волынских князей пойти в поход против Литвы. Русские князья не стали сопротивляться. Это значило две вещи: русские князья вновь стали подчиняться татарской политике и прекращение дружественных отношений с Великим княжеством литовским (ВКЛ). Однако этого не произошло, так как в поход отправился не Даниил (сослался на болезнь), а его брат. Тем самым обезопасив свои владения и сохранив мирные отношения с Миндовгом, так как после окончания походов, Миндовг воевал земли Василька. Н. Ф. Котляр называет это хитростью Даниила. Даниил послал не просто так своего брата. Только ему он мог доверять поиск сына, Романа. Роман Даниилович после заключения мира в 1254 году стал вассалом Миндовга и управлял Новогрудком. Во время походов Бурундая Роман был взят в плен Войшелком. Дальнейшая судьба сына Даниила остается неясной. Многие исследователи склоны считать, что Роман умер в плену. Другая же часть считает, что он умер намного позднее. Так, польский историк Пашкевич указывает тот факт, что Роман Даниилович участвовал в походах против Польши в составе войск Бурундая в 1259 году.
После окончания похода Миндовг послал две рати на владения Василька Романовича. Одна рать успешно разорила часть территорий и вернулась, другая была настигнута Васильком и его сыном Владимиром и разбита около деревни Мельницы.

#### После смерти Миндовга
В 1263 году умирает литовский князь Миндовг — был убит в результате сговора местных литовских князей. На литовской земле наступило время нестабильности. После убийства Миндовга на литовский престол взошёл Тройнат (был одним из инициаторов заговора против Миндовга). Он вскоре был убит приближёнными Войшелка (сына Миндовга) и править стал Войшелк. Через год умер Даниил Романович. В русско-литовских отношениях наступает новый этап, когда зять Миндовга Шварн Данилович даже правил в великом княжестве Литовском. Василько владел Владимиром-Волынским; племянник Василька Лев «утвердился в Западной Галичине, обладая Львовом и Перемышлем», а его брат Шварн владел Восточной частью Галицкого княжества. В 1290-е годы все части были вновь объединены.

### Галицко-литовская война (1274—1278)
В 1274 году Тройден вместе с городенской дружиной напал на Дрогичин-Надбужский, принадлежавший галицкому князю Льву Даниловичу, захватил город и «избиши вся и мала и до велика».
Нападение городенцев вызвало жестокую месть князя Льва Даниловича. В его конфликт с Тройденом были втянуты почти все соседние княжества. Галицкий князь обратился за помощью к хану Золотой Орды Менгу-Тимуру, «прося себе помочи у него на Литвоу». Дав Льву войско во главе с темником Егурчином, Менгу-Тимур одновременно заставил идти на «Литву» зависимых от него брянского и смоленского князей. К этому союзу присоединились пинская и туровская дружины.
В результате похода 1275 года Галицкая земля и ее союзники смогли отбить у Великого княжества Литовского Дрогичин-Надбужский. Далее пошли на Новгородок (Новогрудок) и попытались взять его, в результате была сожжена жилая и предзамковая часть города, но сам Новогрудский замок (обороняемый, следует полагать, братом Тройдена Сирпутисом) выстоял. В 1276 году был заключен мир. Параллельно с этим походом ВКЛ посылало войско в Королевство Польское, а Галицкая земля — на ятвягов. Военные действия 1274—1275 годов свидетельствовали о крахе гегемонистских претензий Галицкой земли. Русско-татарский поход 1277 года был тяжёлым ударом для Городна, но он не достиг окончательной цели из-за ссор и отсутствия единства в стане союзников.

«Пруси же и Бартеве, выехавше из города, удариша на не ночь и избиша е все, а другие изомаша и в город ведоша…»
— Ипатьевская летопись о событиях 1277 года
В 1277 году на город вновь напало галицко-волынское войско во главе с князьями Мстиславом, Юрием и Владимиром, но и на этот раз их постигла неудача. Перебежчик сообщил городенцам о неурядицах во вражеском войске, а те направили на него дружину пруссов. Пруссы одних разбили, других взяли в плен. На следующий день южнорусские князья штурмовали Городень. Как сообщает летопись, защитники города «аки мертва стояша на забролях города». Такого отпора нападающие не ждали и стали просить мира, «како города им не имати», и ушли прочь: «городу не вспеша ничего же тако возвратит а во свояси».

## Экспансия Великого княжества Литовского (XIV в)

### В правление Гедимина
Литовский князь Гедимин в первой четверти XIV века присоединил к своим владениям княжество Пинское, совершил удачные походы на Владимир-Волынский и Киев, одержав победу над русскими князьями (в том числе брянским) в битве на реке Ирпени. Однако некоторые историки отрицают историческую достоверность летописного похода Гедимина на Киев. В результате династического брака Гедиминовичей и представителей местной династии Витебск вошел в состав Великого княжества Литовского. Гедимин женил своего сына Любарта на дочери последнего волынского князя Андрея Юрьевича, что дало возможность Любарту впоследствии претендовать на Волынь. Дочери Гедимина были замужем за последним галицко-волынским князем Юрием II Болеславом, Дмитрием Михайловичем Тверским и Симеоном Ивановичем Московским.

### В правление Ольгерда

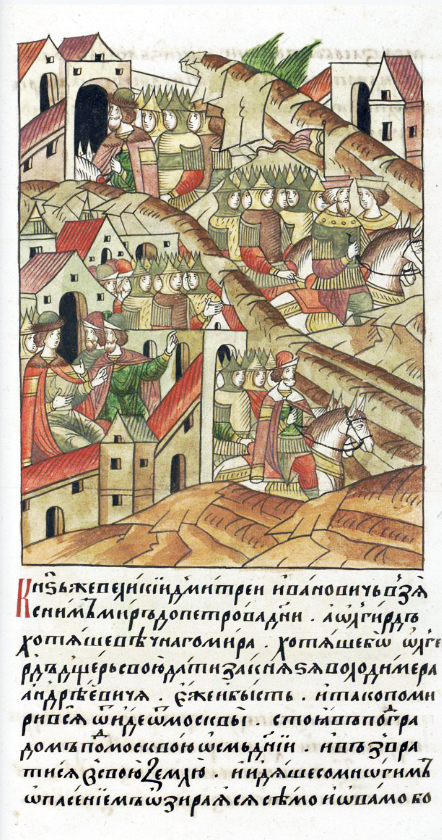
Лицевой летописный свод: Отход войск Ольгерда от Москвы

Волынь, Киевская земля и Северщина были включены в состав Великого княжества Литовского после борьбы Гедиминовичей против Польши и Орды в результате битвы на реке Синюхе 1362 года и Войны за галицко-волынское наследство 1340—1392 годов, в них было ликвидировано монголо-татарское иго.
Литовский князь Ольгерд начал походы на Московское княжество, воспользовавшись усобицей между московским и тверским князьями. Московские князья поддерживали своих родственников — кашинских князей — в их борьбе против тверского князя.
Первые нападения литовцев на Московское княжество произошли в 1363 году. В 1368 году началась «Литовщина»; великий литовский князь Ольгерд предпринял большой поход на Москву. Разорив «порубежные места», литовский князь уничтожил отряд стародубского князя Семена Дмитриевича Крапивы, в Оболенске разгромил князя Константина Юрьевича, 21 ноября на реке Тросне разбил московский сторожевой полк: все его князья, воеводы и бояре погибли. Однако построенный годом ранее новый белокаменный Московский кремль Ольгерду взять не удалось. Войска Ольгерда разорили окрестности города и увели в Литву огромное количество населения и скот. Непосредственной причиной снятия осады стало вторжения тевтонцев в западные владения Литвы. После ухода противника московские войска совершили ответные походы в смоленские и брянские земли.
В 1370 году Ольгерд повторил поход на Москву, разорив окрестности Волока Ламского. 6 декабря он осадил Москву и начал разорять её окрестности. Однако, получив известие, что князь Владимир Андреевич (двоюродный брат великого князя московского) собирает силы в Перемышле, а Олег Иванович Рязанский — в Лопасне, Ольгерд вернулся в Литву.
В 1372 году Ольгерд снова предпринял поход на Московское княжество и дошел до Любутска, надеясь соединиться с войсками союзного тверского князя, который в это время разорял новгородские владения. Однако великий московский князь Дмитрий Иванович разбил сторожевой полк Ольгерда, противники остановились по две стороны оврага и заключили перемирие.
В 1375 году Ольгерд предпринял разорительный поход на Смоленское княжество, но не пришёл на помощь тверскому князю, который после осады своей столицы соединёнными силами северо-восточных русских княжеств признал себя младшим братом московского князя и оформил с ним антиордынский союз.
После смерти Ольгерда в 1377 году в Литве началась активная борьба за власть, в которую вмешались Москва, Орда и Орден. Возможность заключения московско-литовского союза посредством женитьбы Ягайло на дочери Дмитрия Донского, активно продвигаемая матерью Ягайло, бывшей тверской княжной Ульяной Александровной, не была реализована, и под давлением тевтонцев Ягайло заключил соглашение с Польшей, женившись на внучке Казимира III Ядвиге, и крестился по католическому обряду.
В 1386 году литовские войска под командованием князей Скиргайло, Корибута, Лугвения и Витовта, разбив князя Святослава Ивановича в битве на реке Вихре, поставили Смоленск в вассальную зависимость от Литвы.

### В правление Витовта
В 1394 году литовский князь Витовт разорил владения великого князя рязанского, а в 1395 году обманом захватил Смоленск. После поражения Витовта в битве на Ворскле (1399) Смоленское княжество вышло из подчинения Литве, вступив в союз с Олегом Рязанским, но в 1404 году князь Витовт при помощи польских войск окончательно присоединил к литовским владениям Смоленское княжество, изгнав князя Юрия.
В 1405 году Витовт напал на Псковскую землю, в Коложе взял 11 тысяч пленных, разорил окрестности Воронача. Нападение сопровождалось истреблением большого числа мирных жителей, литовцы не щадили и детей. После этого нападения московский великий князь Василий разорвал мирные отношения с Витовтом. В Москве был принят внутриполитический противник Витовта Свидригайло Ольгердович и получил обширные земли в кормление (однако после их разорения ордынцами в ходе нашествия Едигея он вернулся в Литву).
В 1408 году Ягайло и Витовт, с одной стороны, и Василий I, с другой, вывели войска на реку Угру. Противников разделяла река, столкновения не произошло и был заключён мир, установивший границы между Москвой и Литвой.